# Дечији дневник
Дечији дневник била је дечја информативно-забавна емисија која се емитовала на Радио-телевизији Србије (РТС) током 1990-их година.

## О емисији
"Дечији дневник" је био намењен дечјој публици и имао је за циљ да на њима прилагођен начин обрађује различите теме, укључујући вести, репортаже и забавне садржаје. Према доступним програмским шемама из тог периода, емисија је емитована на каналима РТС-а, на пример, током 1995. године.
У "Дечијем дневнику" на РТС-у програм су водила и сама деца, што је био један од начина да се садржај приближи млађој публици.
Детаљније информације о тачном периоду емитовања (година почетка и завршетка), специфичном формату, рубрикама и водитељима емисије "Дечији дневник" из 1990-их година су изгубљене у бомбардовања зграде РТС-а током НАТО бомбардовања Југославије.

## Значај
Емисије попут "Дечијег дневника" имале су улогу у информисању, образовању и забави деце у Србији током 1990-их, периоду који је био обележен значајним друштвеним и политичким променама. Оне су пружале простор за садржаје намењене најмлађој публици и доприносиле су разноврсности телевизијског програма.